# Merrick Garland
Merrick Brian Garland (13 de novembro de 1952) é um jurista e advogado americano que serviu como Procurador-Geral dos Estados Unidos no governo Joe Biden dee 2021 a 2025. Antes ele havia servido como juiz federal e presidiu a Corte de Apelações para o Circuito do Distrito de Colúmbia. É membro da corte desde 1997.
Nascido na região de Chicago, Garland se formou summa cum laude no Harvard College e formou-se magna cum laude na Harvard Law School. Depois de servir como assistente do juiz Henry J. Friendly na Tribunal de Recurso dos Estados Unidos para o Segundo Circuito e para o juiz William J. Brennan, Jr. do Supremo Tribunal dos Estados Unidos, ele praticou advocacia corporativo no escritório Arnold & Porter e trabalhou como promotor federal do Departamento de Justiça dos Estados Unidos, onde desempenhou um papel de liderança na investigação e julgamento dos bombardeiros de Oklahoma City.
Garland foi nomeado por Bill Clinton para integrar a Corte de Apelações para o Circuito do Distrito de Colúmbia em 1995 e em 1996, tendo sido aprovado pelo Senado dos EUA em 1997. Anteriormente, Garland lecionara em Harvard.
Com a aposentadoria do juiz da Suprema Corte dos EUA, John Paul Stevens, em 2010, Garland foi considerado um dos favoritos à indicação do presidente dos EUA, Barack Obama, para ocupar o cargo. Entretanto, a advogada Elena Kagan foi indicada por Obama. Garland é visto como um juiz moderado, cujo nome poderia ser bem recebido por membros do Partido Republicano no Senado.
Em 16 de março de 2016, o presidente Barack Obama indicou Garland para servir como juiz da Suprema Corte, para preencher a vaga criada pela morte de Antonin Scalia. O Senado recusou-se a realizar uma audiência ou votar nesta nomeação, feita durante o último ano da presidência de Obama, com a maioria republicana insistindo que o próximo presidente eleito preenchesse a vaga. A recusa dos republicanos do Senado em considerar a nomeação foi altamente controversa. A indicação de Garland perdurou por 293 dias e expirou em 3 de janeiro de 2017, com o final da 114º Legislatura do Congresso.

## Nomeação para a Suprema Corte dos Estados Unidos
Garland foi considerado duas vezes para preencher vagas na Suprema Corte dos Estados Unidos em 2009 e 2010, antes de finalmente ser nomeado em 2016 pelo presidente Barack Obama para o cargo vago pela morte do juiz conservador Antonin Scalia. 

### Considerações em 2009 e 2010
Em 2009, após o anúncio do juiz David Souter de que iria se aposentar, Garland foi considerado como um dos nove finalistas para o cargo, para o qual Sonia Sotomayor, então uma juíza do Segundo Circuito, foi finalmente escolhida.
Após o anúncio em abril de 2010 pelo juiz John Paul Stevens de que iria se aposentar, Garland foi novamente amplamente visto como um dos principais candidatos a uma nomeação para a Suprema Corte dos Estados Unidos. O presidente Obama entrevistou Garland, entre outros, para a vaga. Em maio de 2010, o senador Orrin Hatch, republicano de Utah, disse que ajudaria Obama se Garland fosse nomeado, considerando Garland uma "nomeação consensual" e prevendo que Garland venceria a confirmação do Senado com apoio bipartidário. Obama nomeou a Procuradora-Geral dos Estados Unidos, Elena Kagan, que foi confirmada em agosto de 2010.

### Vaga Scalia e indicação 2016

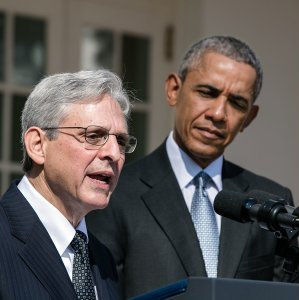
Garland com Barack Obama na sua indicação para a Suprema Corte, 2016

A 13 de fevereiro de 2016, o juiz da Suprema Corte Antonin Scalia morreu. Mais tarde naquele dia, os republicanos do Senado liderados pelo líder da maioria Mitch McConnell emitiram uma declaração de que não considerariam nenhum candidato apresentado por Obama, e que a nomeação para a Suprema Corte deveria ser deixada para o próximo presidente dos Estados Unidos. O presidente Obama respondeu que pretendia "cumprir meu dever constitucional de nomear um juiz para nosso tribunal superior", e que não havia uma "tradição bem estabelecida" de que um presidente não conseguiu preencher uma vaga na Suprema Corte durante o último ano de mandato do presidente dos Estados Unidos.
No início de março de 2016, o The New York Times noticiou que Garland estava sendo avaliada pelo governo Obama como uma possível nomeado. Uma semana depois, Garland foi nomeada como um dos três juízes na "lista restrita" do presidente (junto com o juiz Sri Srinivasan, também do Circuito de DC, e o juiz Paul J. Watford do Nono Circuito). Obama entrevistou os três principais candidatos, bem como os dois outros que estavam sendo considerados: a juíza Jane L. Kelly da Corte de Apelações dos EUA para o Oitavo Circuito e a juíza Ketanji Brown Jackson da Corte Distrital dos EUA para o Distrito de Columbia. Logo depois, o senador Orrin Hatch, Presidente pro tempore do Senado dos Estados Unidos e senador republicano mais graduado, previu que o presidente Obama "nomearia alguém, que a base liberal democrata deseja", embora "pudesse facilmente nomear Merrick Garland, que é um bom homem". Cinco dias depois, a 16 de março, Obama nomeou formalmente Garland para o cargo vago de juiz associado da Suprema Corte dos Estados Unidos.
Garland tinha mais experiência judicial federal do que qualquer outro candidato à Suprema Corte na história, e foi a mais velha indicada à Suprema Corte desde Lewis F. Powell, Jr. em 1971. O Comitê Permanente da American Bar Association (ABA) no O Judiciário Federal unanimemente classificou Garland como "bem qualificado" (a mais alta classificação do comitê) para participar da Suprema Corte. 
A maioria republicana do Senado (sob o líder da maioria no Senado, Mitch McConnell ) recusou-se a considerar a nomeação de Garland, mantendo "nenhuma audiência, sem votos, sem ação alguma" sobre a nomeação. A recusa de McConnell em realizar audiências sobre a nomeação de Garland foi descrita por comentadores políticos e juristas como "sem precedentes", um "culminar do [seu] estilo de confronto", um "abuso flagrante das normas constitucionais" e um "exemplo clássico do jogo duro constitucional".
Após um período de 293 dias, a nomeação de Garland expirou a 3 de janeiro de 2017, no final do 114º Congresso. A 31 de janeiro de 2017, o presidente Donald Trump nomeou Neil Gorsuch para preencher a vaga no Tribunal. A 7 de abril de 2017, o Senado confirmou a nomeação de Gorsuch para a Suprema Corte.
McConnell continuou a gabar-se de ter impedido a indicação de Garland, dizendo em agosto de 2016: "um dos meus momentos de maior orgulho foi quando olhei nos olhos de Barack Obama e disse: 'Sr. presidente, o senhor não preencherá a vaga na Suprema Corte'". Em abril de 2018, McConnell disse que a decisão de não agir sobre a indicação de Garland foi "a decisão mais importante que tomei em toda a minha carreira pública".

## Procurador-geral

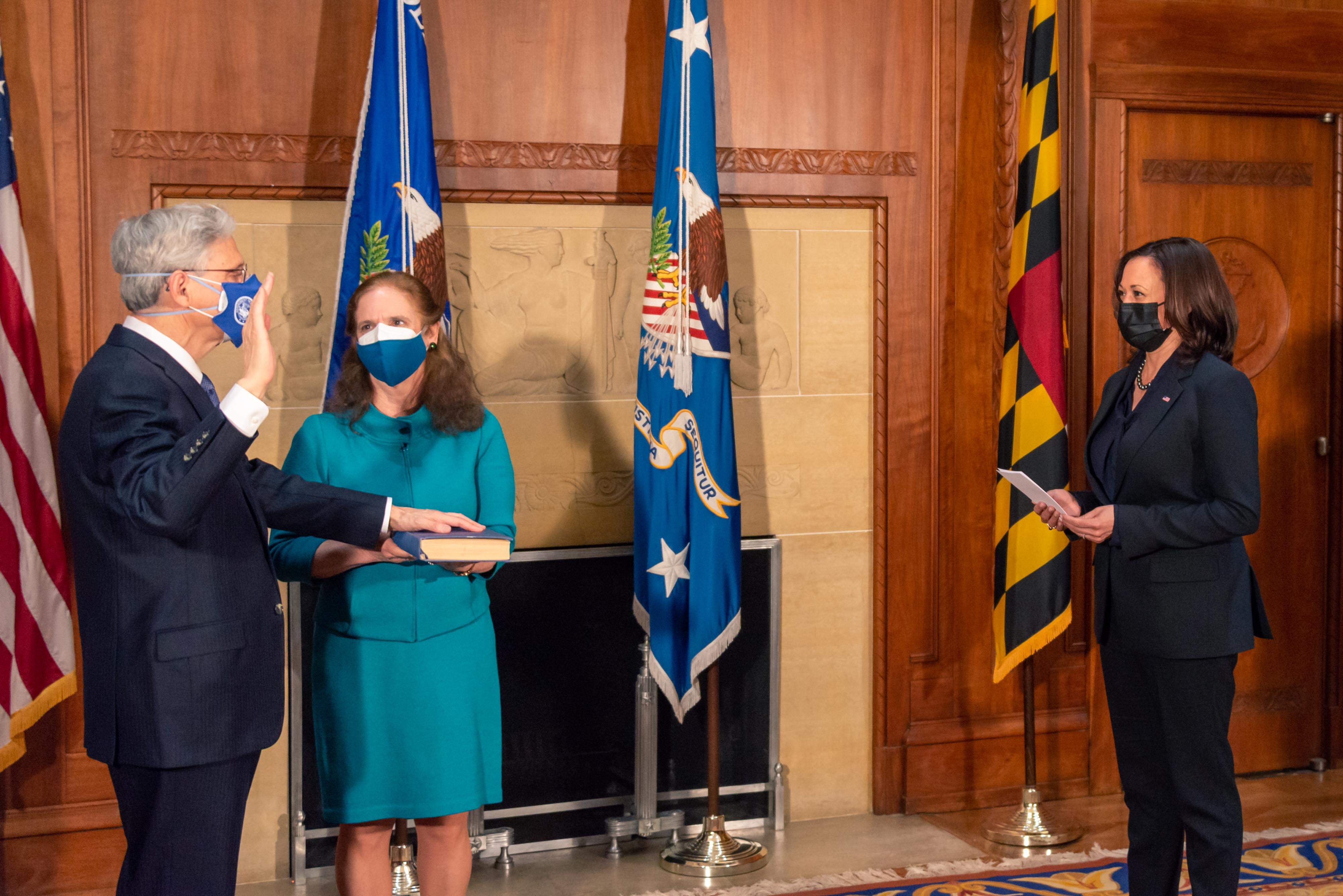
Garland sendo empossado como Procurador-geral pela vice presidente Kamala Harris em março de 2021

Em 6 de janeiro de 2021, o presidente-eleito Joe Biden anunciou que ele havia selecionado Garland para a posição de Procurador-Geral dos Estados Unidos. Nas audiências de confirmação do Comitê Judicial do Senado, Garland prometeu processar rigorosamente daqueles que Invasão do Capitólio e outros membros de grupos terroristas domésticos, utilizando sua experiência no Atentado de Oklahoma City. Garland afirmou que era provável que o governo Biden iria colocar uma moratória sobre a pena de morte a nível federal e mostrou ressalvas sobre o uso da pena capital devido à "quase aleatoriedade ou arbitrariedade de sua aplicação." Ele se comprometeu a proteger a igualdade de justiça perante a lei e revigorar a divisão de direitos civis do Departamento de Justiça, que definhou sob o governo Trump. Garland afirmou que o Departamento de Justiça permaneceria independente sob sua liderança.
O Comitê de Justiça do Senado votou por 15 a 7 para avançar a nomeação de Garland e leva-la para apreciação no plenário, com os senadores votando em 10 de março, confirmando sua noemação por 70 a 30. Ele foi empossado como Procurador-geral em 11 de março de 2021.